# Homologische Algebra
Die homologische Algebra ist ein Teilgebiet der Mathematik, das seine Ursprünge in der algebraischen Topologie hat. Die dort verwendeten Methoden lassen sich wesentlich verallgemeinern und auch in anderen mathematischen Gebieten einsetzen. Das Erscheinen des heute klassischen Werkes Homological Algebra von Henri Cartan und Samuel Eilenberg im Jahre 1956 kann als Beginn der homologischen Algebra betrachtet werden. Im darauffolgenden Jahr verallgemeinerte Alexander Grothendieck diese Ideen für abelsche Kategorien.

## Ursprünge in der algebraischen Topologie
In der algebraischen Topologie werden gewissen topologischen Räumen zuerst sogenannte Kettenkomplexe bzw. Kokettenkomplexe und dann daraus gebildete Homologie- bzw. Kohomologiegruppen in funktorieller Weise zugeordnet.
Kettenkomplexe {\displaystyle {\mathcal {C}}} sind Folgen
{\displaystyle \ldots {\xrightarrow {d_{n+2}}}C_{n+1}{\xrightarrow {d_{n+1}}}C_{n}{\xrightarrow {d_{n}}}C_{n-1}{\xrightarrow {d_{n-1}}}\ldots }
von Gruppen, Moduln, Vektorräumen oder anderen Strukturen {\displaystyle C_{n}} und Morphismen {\displaystyle d_{n}} zwischen ihnen, so dass stets {\displaystyle d_{n}\circ d_{n+1}=0} gilt, das heißt, dass das Bild von {\displaystyle d_{n+1}} im Kern von {\displaystyle d_{n}} liegt. Daher kann man die Faktorgruppen {\displaystyle H_{n}({\mathcal {C}})=\mathrm {ker} (d_{n})/\mathrm {im} (d_{n+1})} bilden, die man die {\displaystyle n}-te Homologiegruppe nennt. Ein typisches Beispiel sind Simplizialkomplexe, die daraus abgeleiteten Homologiegruppen nennt man dann simpliziale Homologiegruppen. Dreht man in obigen Überlegungen alle Pfeile um, so erhält man auf analoge Weise die Kohomologiegruppen. Das allgemeine Vorgehen lässt sich daher wie folgt zusammenfassen:
Topologischer Raum {\displaystyle \longrightarrow } (Ko-)Kettenkomplex {\displaystyle \longrightarrow } (Ko-)Homologiegruppen.
In einem ersten Schritt abstrahiert man von den topologischen Räumen und geht direkt von Kettenkomplexen aus. Damit kann man auch für andere mathematische Strukturen (Ko-)Homologietheorien aufbauen. So ergibt sich beispielsweise die Hochschild-Homologie aus einem Kettenkomplex, der einer Algebra über einem Körper zugeordnet wird. Diese Betrachtungsweise führt zwanglos zur Untersuchung exakter Sequenzen und ihres Verhaltens unter Funktoren. Weite Teile der Theorie lassen sich in beliebigen abelschen Kategorien ausführen. Für viele Anwendungen genügt aber bereits die Kategorie der Moduln über einem Ring, in der sich die grundlegenden Ideen entwickeln lassen. In diesem Zusammenhang sei auch auf den Einbettungssatz von Mitchell verwiesen.
Manin und Sergei Gelfand sehen den Ursprung der homologischen Algebra in Hilberts Untersuchungen von Syzygien.

## Hom-Funktor und Tensor-Funktor
Eine besondere Bedeutung hat die Anwendung des Hom-Funktors auf Sequenzen. Sei
{\displaystyle 0\rightarrow A_{1}{\xrightarrow {\alpha }}A_{2}{\xrightarrow {\beta }}A_{3}\rightarrow 0}
eine kurze exakte Sequenz, etwa in der Kategorie der Moduln über einem Ring. Dabei bedeutet exakt, dass an jeder Stelle Kern und Bild der beteiligten Morphismen gleich sind. Insbesondere ist die Exaktheit bei {\displaystyle A_{1}} zur Injektivität von {\displaystyle \alpha }, die Exaktheit bei {\displaystyle A_{3}} ist zur Surjektivität von {\displaystyle \beta } äquivalent. Kurz steht für die Länge 3 der Sequenz, die endständigen Nullobjekte werden dabei nicht mitgezählt. Man beachte, dass noch kürzere Sequenzen trivial sind: Eine exakte Sequenz der Länge 2 besagt lediglich, dass {\displaystyle A_{1}} und {\displaystyle A_{2}} isomorph sind, eine exakte Sequenz der Länge 1 ist nur für {\displaystyle A_{1}=0} möglich.
Wendet man darauf nun den Hom-Funktor {\displaystyle \mathrm {Hom} (B,-)} an, wobei {\displaystyle B} ein weiterer Modul sei, bzw. ein weiteres Objekt aus der betrachteten Kategorie, so erhält man eine exakte Sequenz
{\displaystyle 0\rightarrow \mathrm {Hom} (B,A_{1}){\xrightarrow {\alpha ^{*}}}\mathrm {Hom} (B,A_{2}){\xrightarrow {\beta ^{*}}}\mathrm {Hom} (B,A_{3})},
wobei {\displaystyle \alpha ^{*}=\mathrm {Hom} (B,\alpha )} durch {\displaystyle \alpha ^{*}(f):=\alpha \circ f} definiert ist und analog {\displaystyle \beta ^{*}}. Im Allgemeinen lässt sich diese Sequenz nicht exakt mit dem Nullobjekt verlängern, das heißt {\displaystyle \beta ^{*}} ist im Allgemeinen nicht surjektiv. Dies führt einerseits zum Begriff des projektiven Moduls, denn genau für projektive Moduln {\displaystyle B} lassen sich alle solche Sequenzen exakt mit dem Nullobjekt fortsetzen, andererseits zum Begriff des Ext-Funktors, der im allgemeinen Fall bei einer exakten Fortsetzung obiger Sequenz an die Stelle des Nullobjektes auf der rechten Seite der Sequenz tritt.
Ersetzt man den Hom-Funktor durch das Tensorprodukt mit einem Modul {\displaystyle B}, so findet man ähnliche Verhältnisse vor. Wendet man den Funktor {\displaystyle (B\otimes -)} auf obige kurze exakte Sequenz an, so erhält man die exakte Sequenz
{\displaystyle B\otimes A_{1}{\xrightarrow {\alpha ^{*}}}B\otimes A_{2}{\xrightarrow {\beta ^{*}}}B\otimes A_{3}\rightarrow 0},
wobei nun {\displaystyle \alpha ^{*}} als {\displaystyle \mathrm {id} _{B}\otimes \alpha } definiert ist, und analog {\displaystyle \beta ^{*}}. Diese Sequenz lässt sich auf der linken Seite im Allgemeinen nicht durch 0 exakt fortsetzen, das heißt, {\displaystyle \alpha ^{*}} ist im Allgemeinen nicht injektiv. Dies führt einerseits zum Begriff des flachen Moduls, denn genau für flache Moduln {\displaystyle B} lassen sich alle solche Sequenzen exakt mit dem Nullobjekt fortsetzen, andererseits zum Begriff des Tor-Funktors, der bei einer exakten Fortsetzung obiger Sequenz an die Stelle des Nullobjektes auf der linken Seite der Sequenz tritt.
Betrachtet man das Gemeinsame der gerade mittels der Funktoren {\displaystyle \mathrm {Hom} (B,-)} und {\displaystyle (B\otimes -)} vorgestellten Konstruktionen, so erhält man den Begriff des abgeleiteten Funktors, Ext und Tor lassen sich als Ableitungen dieser beiden Funktoren verstehen.

## Sequenzen von Homologiegruppen
Ein weiteres wichtiges Thema der homologischen Algebra sind gewisse exakte Sequenzen aus (Ko-)Homologiegruppen, die deren Berechnung unterstützen, was hier kurz angerissen werden soll. Unter einem Homomorphismus zwischen zwei Kettenkomplexen  {\displaystyle {\mathcal {C}}=((C_{n})_{n},(d_{n})_{n})} und {\displaystyle {\mathcal {C^{'}}}=((C_{n}^{'})_{n},(d_{n}^{'})_{n})} versteht man eine Folge {\displaystyle (\varphi _{n})_{n}} von Homomorphismen {\displaystyle \varphi _{n}:C_{n}\rightarrow C_{n}^{'}}, so dass
ein kommutatives Diagramm ist. Kerne und Bilder solcher Homomorphismen sind die Kettenkomplexe aus den Kernen und Bildern der {\displaystyle \varphi _{n}}. Damit kann man von exakten Sequenzen von Kettenkomplexen sprechen und bewegt sich in einer Kategorie, die nicht aus Moduln über einem Ring besteht. Der Homomorphismus {\displaystyle \varphi =(\varphi _{n})_{n}} zwischen den Kettenkomplexen induziert Homomorphismen {\displaystyle H_{n}(\varphi ):H_{n}({\mathcal {C}})\rightarrow H_{n}({\mathcal {C}}^{'})}, indem man
{\displaystyle H_{n}(\varphi )(x+\mathrm {im} (d_{n+1})):=\varphi _{n}(x)+\mathrm {im} (d_{n+1}^{'})} für {\displaystyle x\in \mathrm {ker} d_{n}}
setzt und sich von der Wohldefiniertheit überzeugt. Ein typisches und grundlegendes Resultat der homologischen Algebra besagt:
Ist {\displaystyle 0\rightarrow {\mathcal {C}}\,{\xrightarrow {\varphi }}\,{\mathcal {C}}^{'}\,{\xrightarrow {\psi }}\,{\mathcal {C}}^{''}\rightarrow 0} eine kurze exakte Sequenz von Kettenkomplexen, so liefert das Schlangenlemma Homomorphismen {\displaystyle \omega _{n}:H_{n}({\mathcal {C}}^{''})\rightarrow H_{n-1}({\mathcal {C}})}, so dass
{\displaystyle \ldots \rightarrow H_{n}({\mathcal {C}}){\xrightarrow {H_{n}(\varphi )}}H_{n}({\mathcal {C}}^{'}){\xrightarrow {H_{n}(\psi )}}H_{n}({\mathcal {C}}^{''}){\xrightarrow {\omega _{n}}}H_{n-1}({\mathcal {C}})\rightarrow \ldots }
eine exakte Sequenz ist.
Sind einige der auftretenden Homologiegruppen 0, so kann man Isomorphismen zwischen anderen konstruieren und so zu Aussagen über Homologiegruppen gelangen. Obigen Satz nennt man manchmal den Hauptsatz über Kettenkomplexe und spricht von sogenannten langen exakten Sequenzen. Ähnliche Sequenzen kann man für Ableitungen additiver Funktoren konstruieren. Weitere Verallgemeinerungen führen zu den sogenannten Spektralsequenzen.